# Katholische Pfarrkirche Buchs AG

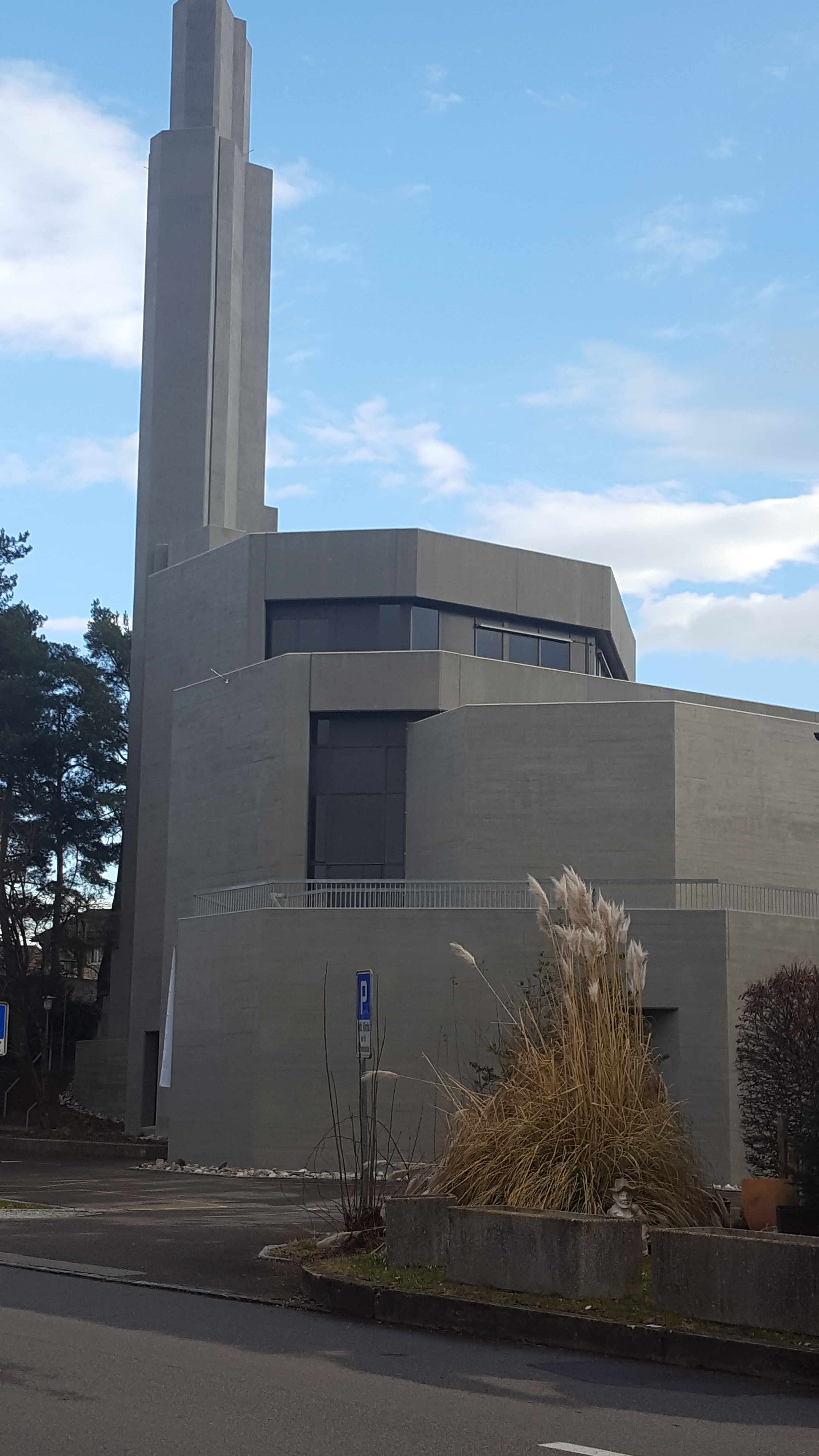
St. Johannes in Buchs

Die Pfarrkirche St. Johannes Evangelist ist eine römisch-katholische Kirche in Buchs im Schweizer Kanton Aargau, die 1967 im Stil des «Béton Brut» errichtet wurde.

## Geschichte
Als in den 1960er Jahren die Zahl der Katholiken wuchs, war eine neue Kirche in Buchs nötig. Errichtet wurde sie unter dem Architekten Hanns A. Brütsch, der 1963 den Architektenwettbewerb gewonnen hatte. Der Spatenstich fand am 12. September 1965 statt. Am 24. September 1967 wurde die Kirche durch Bischof Franziskus von Streng geweiht. Im Jahre 2013 wurde sie unter Denkmalschutz gestellt.

## Bau
Die St.-Johannes-Kirche ist ein Sichtbetonbau, der auf einem polygonalen Grundriss errichtet wurde. Es ist eine ungewöhnliche Kirche, die mit ihrem schlichten Baustil aus Beton und Tannenholz für viel Aufsehen gesorgt hat. Den Innenraum entwickelte Brütsch in Zusammenarbeit mit dem Bildhauer Josef Rickenbacher. Speziell ist der Lichteinfall auf den Altar, der herauszustechen scheint. Die Kirche hat durch ihr untypisches Erscheinen das feststehende Bild von Kirchen neu geprägt.

## Orgel
Die mechanische Schleifladen-Orgel mit fest eingebautem Spieltisch wurde 1969 von Armagni & Mingot (Lausanne) errichtet und 1995 und 2014 renoviert. Die Disposition lautet wie folgt:
| I Grand Orgue C–g3 |                |        |
| 01.                | Quintaton      | 16′    |
| 02.                | Montre         | 08′    |
| 03.                | Flute          | 08′    |
| 04.                | Prestant       | 04′    |
| 05.                | Flute conique  | 04′    |
| 06.                | Quinte         | 2 ⁄3′  |
| 07.                | Doublette      | 02′    |
| 08.                | Tierce         | 1 3⁄5′ |
| 09.                | Mixture III–IV | 1 ⁄3′  |
| 10.                | Trompette      | 8′     |

| II Positif C–g3 |                 |       |
| 11.             | Bourdon         | 8′    |
| 12.             | Principal       | 8′    |
| 13.             | Flute           | 4′    |
| 14.             | Octave          | 2′    |
| 15.             | Larigot         | 1 ⁄3′ |
| 16.             | Cornet V (ab g) | 8′    |
| 17.             | Cymbale III     | 1⁄2′  |
| 18.             | Musette         | 8′    |

| Pédale C–f1 |              |     |
| 19.         | Soubasse     | 16′ |
| 20.         | Principal    | 08′ |
| 21.         | Flute        | 08′ |
| 22.         | Octave       | 04′ |
| 23.         | Mixture III  | 02′ |
| 24.         | Bombarde     | 16′ |
| 25.         | Trompette 8′ | 08′ |
| 26.         | Clairon 4′   | 04′ |

- Koppeln: II/I, I/P, II/P (als Appeles mit Tritte)
- Spielhilfen: 1 freie Kombinationen (Drehkombination); Appeles: Trompette HW, Mixture HW, Mixture Ped, Trompette Ped